# Кубок Кабо-Верде з футболу
Кубок Кабо-Верде з футболу або Taça Nacional de Cabo Verde — кубок з футболу, який було створено в 1976 році в Кабо-Верде. Проводиться під егідою Кабовердійської федерації футболу.

## Формат
Турнір відбувається за системою вибування, в ньому беруть участь футбольні клуби зі всієї країни.
Переможець національного кубку отримує право представляти Кабо-Верде в Кубку Конфедерації КАФ.

## Фіналісти
- 2007: Академіка (Прая) 3-1 Академіка (Еспаргуш)
- 2008: не проводився[1]
- 2009: Боавішта 1-0 Академіку ду Аеропорту
- 2010: Боавішта (чемпіон визначався в фінальному раунді)
- 2011: не проводився[2]
- 2012: Онсе Унідуш 2-1 (aet) Академіка Порту Нову
- починаючи з 2013: не проводиться

## Чемпіонства по клубах
| Клуб                   | Переможець | Фіаліст | Роки чемпіонств |
| ---------------------- | ---------- | ------- | --------------- |
| Боавішта               | 2          | -       | 2009, 2010      |
| Академіка (Прая)       | 1          | -       | 2007            |
| Онсе Унідуш            | 1          | -       | 2012            |
| Академіка (Еспаргуш)   | -          | 1       | -----           |
| Академіку ду Аеропорту | -          | 1       | -----           |
| Академіка Порту Нову   | -          | 1       | -----           |